# الوردة السوداء (فلم 2014)
الوردة السوداء (الروسية: Чёрная роза) فيلم جريمة إنتاج مشترك بين روسيا والولايات المتحدة لعام 2014 من إخراج ألكسندر نيفسكي. تم إصدار الفيلم في 25 يناير 2014 في روسيا. تم تصوير الفيلم في موسكو، روسيا وفي لوس أنجلوس في الولايات المتحدة. قدرت صناعة الفيلم بميزانية قدرها 7,000,000 دولار. يدور حول قاتل متسلسل في لوس أنجلوس يقتل عاهرات روس، ويترك «وردة سوداء» على أجسادهن المعذبة.
في شهر أبريل من عام 2013، قال نيفسكي إن الفيلم كان مخططًا له في الأصل في عام 2009، عندما كتب برنت هوف السيناريو الأصلي، الذي أعاد كتابته لاحقًا شيلدون ليتيتش.

## سيناريو
تم قتل العديد من الفتيات الروسيات في لوس أنجلوس. لا تتمكن شرطة لوس أنجلوس العثور على القاتل. لهذا السبب يصل ضابط شرطة روسي فلاديمير كازاتوف إلى لوس أنجلوس. جنبا إلى جنب مع شريكه الأمريكي إميلي سميث ليشرعوا في التحقيق في هذه الجرائم.

## طاقم التمثيل
- ألكسندر نيفسكي - فلاديمير كازاتوف
- كريستانا لوكن - إميلي سميث
- أدريان بول - مات روبنسون
- روبرت ديفي - الكابتن فرانك دالانو
- ماتياس هيس - قناع أسود القاتل
- حافظ دخلاوي - ماكس
- إيمانويل فيتورغان - العقيد جروموف
- روبرت مدريد - أنطونيو بانويلوس
- أوكسانا سيدورينكو - ساندرا
- ديمتري بيكبايف - غاري
- أولغا روديونوفا - ناتاليا

## الروابط الخارجية
- مقالات تستعمل روابط فنية بلا صلة مع ويكي بيانات

- الوردة السوداء  في قاعدة بيانات الأفلام على الإنترنت (بالإنجليزية)
- Black Rose على موقع أول موفي.
- الوردة السوداء (فلم 2014) في روتن توميتوز.
- Review of film على يوتيوب (بالروسية)
- Review of film (بالروسية)
- Review of film (بالروسية)